# Співрозчинність
Співрозчинність (рос. совместная растворимость, англ. co-solvency) — у хімії полімерів — розчинність полімера в розчиннику, що містить більш, ніж один компонент, де кожний з компонентів сам собою не є розчинником для даного полімеру.